# Madita Kohorst
Madita Kohorst (født 14. oktober 1996, i Lohne, Tyskland) er en kvindelig tysk håndboldspiller, som spiller for TuS Metzingen og Tysklands kvindehåndboldlandshold.